# ماریاویل لیک (نیویورک)
ماریاویل لیک (به انگلیسی: Mariaville Lake) یک منطقهٔ مسکونی در ایالات متحده آمریکا است که در شهرستان اسکنکتدی، نیویورک واقع شده‌است. ماریاویل لیک ۱۵٫۶ کیلومتر مربع مساحت و ۷۲۲ نفر جمعیت دارد و ۳۹۳ متر بالاتر از سطح دریا واقع شده‌است.